# Robert William Service
Pour les articles homonymes, voir Robert Service (homonymie).
Robert William Service (né le 16 janvier 1874 à Preston et mort le 11 septembre 1958 à Lancieux) est un poète-romancier canadien-anglais, particulièrement connu et étudié dans les pays anglophones pour ses nombreux écrits d'aventure concernant le Grand Nord canadien qui lui vaudront le titre de « Barde du Yukon », puis le surnom de « Kipling canadien ».

## Biographie

### Jeunesse écossaise

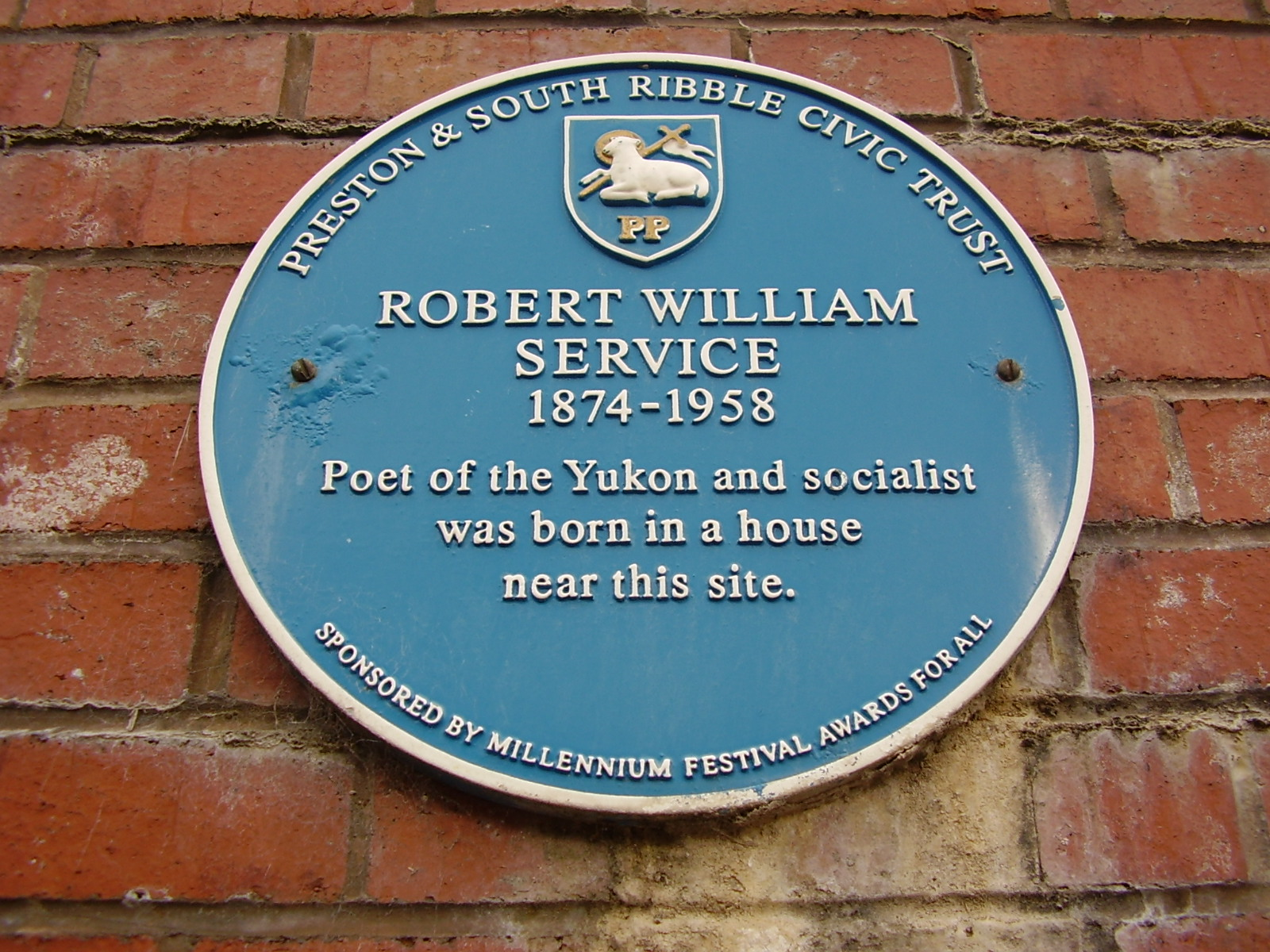
Plaque près de son lieu de naissance à Preston

Aîné d'une fratrie de 10 enfants, Robert William Service naquit à Preston, en Angleterre mais passa son enfance en Écosse à Kilwinning chez son grand-père paternel receveur des Postes. Doté d’une nature indépendante, timide et porté à la rêverie, il se passionnera rapidement pour la littérature et la poésie qui imprégneront durablement son caractère. À six ans, il écrira son premier poème en parodiant le bénédicité que devait réciter son grand-père avant le repas.
À l'âge de neuf ans, il rejoint ses parents à Glasgow où il fera la connaissance de ses nombreux frères et sœurs. Il fréquentera l'école Hillhead School. Élève frondeur et particulièrement indiscipliné, il est renvoyé de son école à 14 ans et il entre comme employé dans une banque de Glasgow. Pendant ses loisirs, il se passionnera respectivement pour la poésie, le sport, le théâtre et la politique. Il tenta de reprendre des études et fréquenta l'université de Glasgow mais sans succès.
Lassé de son travail routinier dans la banque, son gout pour l'aventure et la nature étant les plus forts, il décide d’émigrer à vingt-deux ans pour le Canada avec l’espoir de devenir cow-boy.

### Le poète vagabond
Robert Service arrive à Montréal en 1896 avec seulement 5 dollars en poche, juste assez pour un billet de train lui permettant de traverser le Canada jusqu'en Colombie-Britannique où il travaille comme journalier dans une ferme. Cette existence bien loin de ses rêves passés le pousse à partir à l'aventure en Californie.
Pendant deux ans, il vagabondera à travers les États-Unis et jusqu’au Mexique avec son baluchon pour seul compagnon mais en s’imprégnant de l'atmosphère particulière de l'Ouest américain. Au gré des circonstances, il exercera différents métiers tels que : bucheron, tunnelier, vacher, cueilleur d’oranges, homme sandwich, laveur de vaisselle, précepteur afin d'avoir de quoi manger. Au fil de son errance, Il composera ses premiers poèmes qui paraitront dans des journaux locaux.
Tombé dans une grande misère et après avoir fréquenté l'Armée du Salut, il décide de retourner au Canada, sur l'île de Vancouver où pendant plusieurs années, il retrouve un travail de vacher puis de boutiquier commerçant avec les indiens locaux. Lors d’un bal, Robert tombe amoureux d'une jeune institutrice. En dépit des serments réciproques et des efforts répétés de Robert pour acquérir une meilleure situation sociale, la jeune femme inconstante rompt au profit d’un autre prétendant.

### Le Yukon
À 30 ans, sans argent et de nouveau à un tournant de son existence, Robert franchit les portes de la Canadian Bank of Commerce de Vancouver pour postuler à un emploi stable. À son grand étonnement, il est engagé et il part travailler à Victoria puis à Kamloops. Quand Robert apprit que la banque recherchait des volontaires pour travailler dans les agences du Grand Nord canadien, il propose sans hésiter sa candidature espérant découvrir les nouveaux horizons dont on lui a tant vanté les beautés.
À Whitehorse, l’atmosphère particulière des grands espaces sauvages, alimentée par les récits épiques des anciens chercheurs d’or, jette les premières étincelles qui éveilleront son talent de versificateur. Robert W. Service mena une vie très plaisante au Yukon. Même s'il participait à toutes les manifestations sociales de Whitehorse, il aimait surtout être seul et se promener dans les bois, goûtant la vaste solitude du Nord. Robert publia ses premiers poèmes à ses frais afin de les offrir à ses amis, mais le destin en décida autrement. En 1907, il deviendra le « Barde du Yukon » et sa renommée s’étendra bien au-delà des frontières du Canada.
Muté à Dawson City en 1908, Robert démissionnera un an après afin de se consacrer pleinement à sa seule passion l’écriture. Il louera sa fameuse cabane de rondins à quelques mètres de celle jadis habitée par Jack London. Là, Robert composera son célèbre roman sur la ruée vers l'or du Klondike: The Trail of 98, adapté au cinéma muet comme plusieurs de ses autres poésies.

### La soif de voyage
La recherche de l'inspiration entraine à nouveau Robert sur les routes de l’aventure. Il part à la découverte de la côte Est des États-Unis, en passant par New York et la Louisiane, suivi de Cuba. Puis fatigué par son périple, Robert passe l’hiver chez ses parents qui avaient émigré près d'Edmonton au Canada. Au printemps 1911, répondant à l’appel irrépressible des vastes horizons sauvages du Grand Nord, Robert décide de retourner à Dawson en prenant l'ancienne route des "Yukoners", afin de prouver sa légitimité en tant que poète de la ruée vers l’Or. Il s’est ensuivi un périple incroyable de 3 200 kilomètres à pieds, en diligence, en bateau à vapeur et en canoë de l’Alberta jusqu’à la mer de Beaufort, franchissant le cercle arctique pour enfin atteindre Dawson City.

### Période française
En 1912, avec le début de la guerre des Balkans en Europe, le Toronto Star lui demande s’il veut s’y rendre comme correspondant de guerre. Il accepte immédiatement, et il quitte son cher Yukon où il est resté durant sept années. Nous le retrouverons à Istanbul avec le Croissant-Rouge, puis en Roumanie, en Hongrie et enfin à Vienne. En mars 1913, il arrivera à Paris où il mènera une vie de bohème tout en fréquentant les cercles à la mode où il rencontrera Blasco Ibanez, G. Burgess, J. Stephens, et des peintres tels que Kees Van Dongen, Lioubov Popova ou le couple Armington avec qui il se liera d’une amitié indéfectible. Quelques mois plus tard, à Paris, Robert tombe amoureux d'une jeune parisienne. Lors de leur voyage de noces, les jeunes mariés explorent la Côte d'Émeraude à bicyclette : Dinard, Saint Lunaire, Saint Briac et Lancieux qui le séduit plus particulièrement. En 1913, il y acheta une maison en bordure de mer qu'il nomma Dream Heaven où il séjourna tous les ans en été jusqu'à son décès.
La Première Guerre mondiale étant déclarée, Robert W. Service, animé d’un sentiment patriotique voudra s’engager, mais son incorporation dans le service actif lui sera refusé car trop âgé et souffrant de varices aux jambes. Résolu à participer, il réussit à se faire engager comme volontaire dans un corps d’ambulanciers américains nouvellement constitué par la Croix Rouge. Sur le front au Nord de la France, il sera sous le feu de l’artillerie Allemande ; après la guerre, il sera décoré de quatre médailles. Ses années de guerre l’inspireront pour écrire: Rhymes of a Red Cross Man.
En 1919, il séjourne à Monaco qui lui inspire un roman sur l'univers du jeu au mythique Casino The Poisoned Paradise. A Romance of Monte-Carlo (« Le Paradis empoisonné. Un roman de Monte-Carlo »), publié en 1922. Cette œuvre s’inscrit dans la veine du roman populaire d’aventures. Le roman eut un grand succès, tout comme son adaptation cinématographique. C'est également un document intéressant sur Monaco durant « les Années Folles ».
Pendant l'entre-deux-guerres, sa passion des voyages le conduira de nouveau du Canada, aux États-Unis, à Tahiti, Moorea puis en Russie où il effectuera en 1938 et 1939 deux voyages distincts, Leningrad et Moscou, enfin descendant la Volga jusqu’à la mer Noire, puis la Pologne et la Scandinavie.
Pour soigner une insuffisance cardiaque chronique, il séjournera pendant plusieurs saisons en tant que curiste à Royat (France) ce qui l’inspirera pour écrire : « Why not Grow Young ?».
Pendant les mois d’hiver passés sur la côte d’Azur, Robert W. Service fréquentera de nombreuses célébrités littéraires dont James Joyce, H.G. Wells à Vence dont il deviendra ami, Somerset Maugham à Saint Jean Cap Ferrat, d’autres moins connus ainsi que des personnalités du monde du cinéma et du spectacle tels que : Milton Hayes, Rex Ingram, George Robey, Frank Harris et Frieda Laurence épouse de D.H. Laurence auteur de L'Amant de lady Chatterley. Sur la Riviera, il retrouvera des relations qu’il avait côtoyées durant sa période bohème à Paris.
En 1939, quand la Seconde Guerre mondiale éclate, il est en Pologne, revenant de Russie. Il a juste le temps de partir en passant par les pays Baltes, la Scandinavie et l’Angleterre pour rejoindre la France où sa famille habite maintenant à Nice. Les « Service » remontent en Bretagne pour séjourner dans leur résidence d’été. L’arrivée imminente des troupes allemandes qui sont déjà à Rennes, les incite à partir en catastrophe pour Angleterre ; ayant la citoyenneté britannique, Robert W. Service aurait été interné et emmené dans un camp en Allemagne.
Des projets de films basés sur ses écrits amèneront la famille Service en Californie où ils habiteront les cinq années de guerre partageant leur temps entre Hollywood et Vancouver au Canada.
Pendant leur séjour à Hollywood, Robert W. Service jouera son propre rôle dans le film Les Écumeurs où il donnera la réplique à Marlène Dietrich.

### Les dernières années
De retour d’exil en 1947, la famille Service séjourna quelque temps à Dinard car leur maison de Lancieux avait été pillée et saccagée lors de la débâcle. Puis Robert W. Service choisit de s’installer à Monte-Carlo. Personnage discret de la vie monégasque, le poète appréciait la tranquillité et grand sportif soucieux de son physique, il pratiquait la natation à la plage du Larvotto du mois de mai jusqu’en octobre.
En 1956, pour le mariage de Grace Kelly avec le prince Rainier, Robert avait adressé et dédicacé à la princesse Grace un de ses recueils de poésie. Il avait composé en son honneur un poème intitulé sobrement « To GK ».
Tout en appréciant les petits bonheurs de l’existence et passant les dernières années de sa vie avec sérénité, Robert W. Service, peaufinait ses ballades inspirées par ses jeunes années de vagabondage et d’aventure. Cette période sera encore très prolifique puisqu’il publiera huit recueils de poésies. Dans sa maison de Lancieux, à la fin de l’été 1958, à l’âge de 84 ans, le poète succombera à une crise cardiaque. Il est inhumé dans le caveau familial du cimetière municipal de Lancieux.

### Yukon

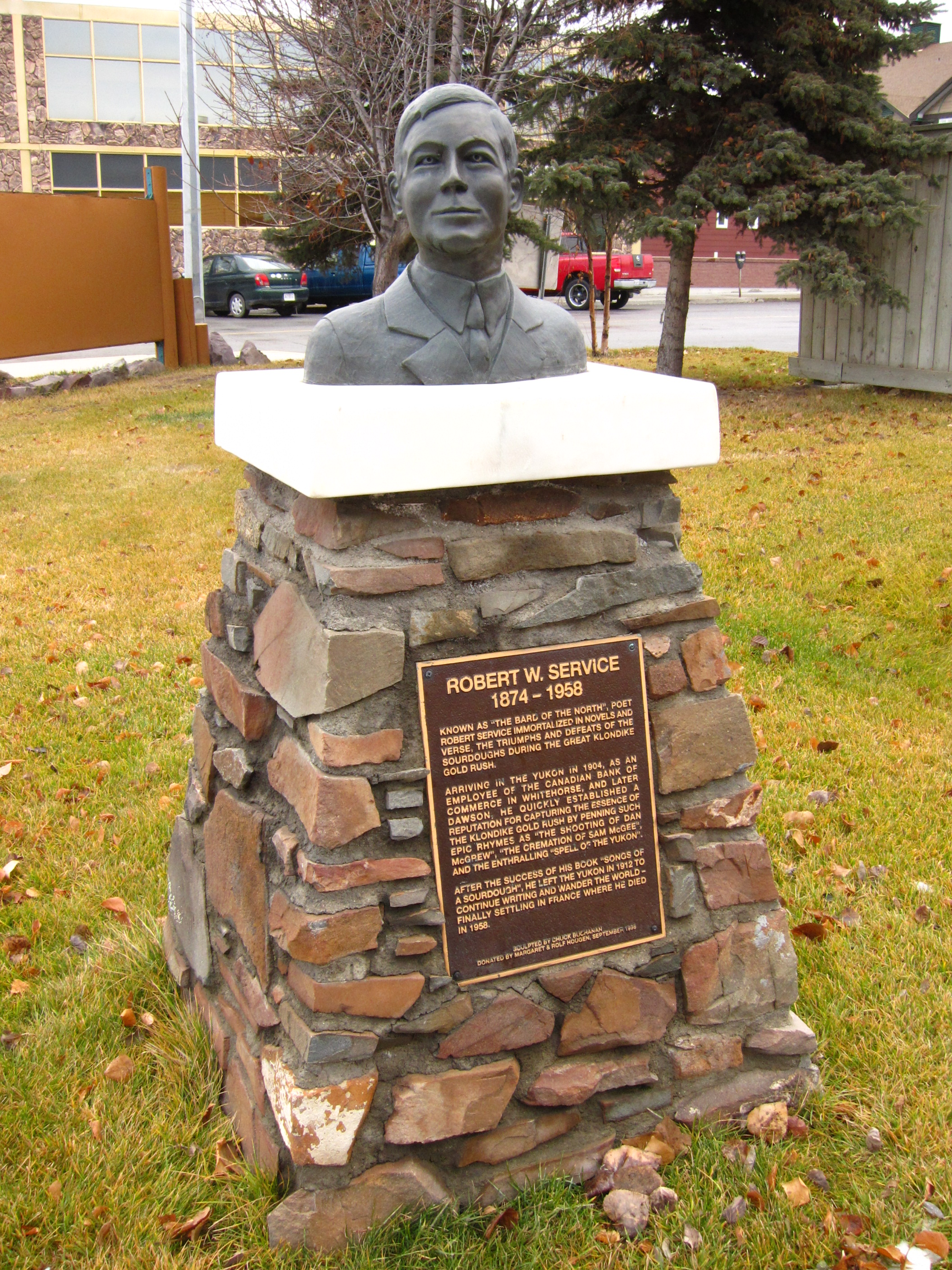
Buste à Whitehorse